# Gokudo
Gokudo (яп. ゴクドーくん漫遊記 Путешественник Гокудо) — серия ранобэ, созданная Усаги Накамурой. На основе сюжета ранобэ была выпущена манга в 1995 году. А позже и аниме-сериал, который транслировался по каналу TV Tokyo со 2 апреля 1999 по 24 сентября 1999. Было всего выпущено 26 серий.

## Сюжет
История разворачивается вокруг Гокудо, искателя приключений (полное имя Гокудо Юссот Киканский). В отличие от большинства главных героев, он является антигероем, который регулярно прибегает к насилию. Он не колеблясь готов продать своих друзей, убежать от опасности, бросив других людей и не иметь к ним больше никакого интереса. Его жизнь меняется, когда он крадёт мешочек с волшебным джинном, который даёт ему возможность загадать три желания. Джинн, увидев, кем является Гокудо вместо того, чтобы исполнить желания решил остаться рядом с ним и «перевоспитать» его. Это сразу же приводит ко многим проблемам и Гокудо делает попытку сбежать от джинна.
На катакане — Гокудо , 極道 обозначает одновременно его чужеземное происхождение и о том что он беспредельник, распутник или даже Якудза.

## Персонажи
Гокудо
Сейю: Акира Исида
Главный герой сериала. Его полное имя — Гокудо Юссот Киканский. Очень подлый, ленивый и трусливый человек. Он готов продать своих друзей для золота, убежать от опасности, бросив других людей. Часто ворует еду. В первой серии стал владельцем магического меча, которым впоследствии стал очень дорожить.
Рубетта
Сейю: Саюри Ёсида
Появляется в конце первой серии. Её полное имя — Робетта Ла Лэттэ. Она родом из знатной семьи, хоте ведёт себя как сорванец. Очень искусно владеет оружием и хороша в дальнем бою. Владеет магическим луком, который получила от старой провидицы. Очень плохо поёт. Во втором приключении прихватила из сокровищницы Кольцо Соломона, что позволяет ей понимать животных. Также получила в подарок коня Пегаса.
Джинн
Сейю: Ю Симака
Гокудо его украл вместе с волшебным мешком старого провидца. Когда он встретился с Гокудо, то дал ему возможность исполнить три желания. Джин, увидев, кем является Гокудо вместо того, чтобы исполнить желания решил остаться рядом с Гокудо и «перевоспитать» его. Он очень оптимистичен и любит читать лекции (в основном Гокудо). Хотя сам часто напивается на мероприятиях, и из-за него Гокудо попадает в беду. Он выступает в качестве комедийного персонажа. Способен превращаться в дракона, а также в девушку.
Бабушка
Она также провидица. Однажды предупредила Гокудо, что если тот будет заниматься грязными делами, то попадёт в беду. Гокудо проигнорировал её предупреждение, украл её и получил за неё мешок денег. Позже появляется, чтобы помочь Гокуто, но в результате создаёт больше проблем. Она также королева Мира магии и супруга Короля Магии.
Ниари
Принц волшебного мира. Сын Бабушки. Любит заигрывать со всеми девушками подряд. Во время сражений использует гигантских роботов. После того, как он проиграл Гокудо, Бабушка сняла с него все полномочия и заставила присоединиться к Гокудо и Рубетте в поисках приключений. Ловелас. Влюблён в Рубетту и постоянно с ней заигрывает, несмотря на её сопротивление.

## Список серий аниме
- 01. Suddenly, I'm a Girl
- 02. I see many Brainless Guests Jumping into the Story. What a Nuisance!
- 03. I Challenge the King as Last. What a Show-down!
- 04. I Join a Race for Bridegrooms of 3 Princesses. What A Greed!
- 05. I Receive Unreasonable Riddles of Sphinx. What a Creature!
- 06. Don't Let Women Fool You
- 07. I am Startled at the True Face of the Third Man! What a Shock!
- 08. I See the Evil Smile falling upon the Country. What a Disgust!
- 09. I go down to the Castle of the Dragon King. What a Misfortune!
- 10. A Violent Girl makes sport of me! What a Disgrace!
- 11. I find a close Connection between Evil Spirits and Shakamummies. What a Fate!
- 12. A Battle for the Sacred Jewel among Gods, Demons and Shakamummies. What a Commotion!
- 13. What will InAho Kingdom be Tomorrow? What a Turnout!
- 14. A who is who- what is what Story. What a Nightmare!
- 15. First shape Change!. Then, size Change! What a Misery!
- 16. Where is my poor Body? What a Mystery!
- 17. The Attraction of the Fascinating Chingentzai Sisters. What a Crown!
- 18. What is the True Identity of the Boss Monkey in my Body? What a Struggle!
- 19. The World is Full of Love and Love! What a Melodrama!
- 20. Who is He? What is he? Whose Baby is He? … What a Birth!
- 21. Sanzoh Creates a Mess and Confusion! What a Battle!
- 22. What is Happiness? ... What a Question!
- 23. I want to get back my own Body. What Endurance!
- 24. I will get back in Full Power! … What a Bathing!
- 25. Am I dreaming- Surprise at Sunrise
- 26. Nobody can stop me any more. Just farewell! What a conclusion!